# 森岡隆見
森岡 隆見（もりおか たかみ）は、日本の俳優、スタントマン、殺陣師。1980年代前半までは多数のアクション俳優が所属していた芸能事務所「K&U」に所属していたが、現在はフリーランスで活動している。

## 人物
1970年代から1990年代まではテレビドラマで技斗を行なっていたが、2000年代になってからは舞台俳優のアクション吹き替え、舞台監督として活躍している。
『恐竜戦隊コセイドン』ではゴドメス兵や恐竜などのスーツアクターを演じていたため台詞を話す機会がなかったが、後半になってからは台詞を話すシーンが多数あるサイボーグ、ロボット、宇宙人を数多く演じ分けた。

## 出演作品

### 映画
- 最も危険な遊戯（1978年、東映）
- 野性の証明（1978年、東映） - 特殊工作隊
- 女猫（1983年、にっかつ）（OP表記は盛岡隆人）
- 星くず兄弟の伝説（1985年、シネセゾン） - スタント
- 海へ -See You-（1988年、東宝） - 炭坑夫
- 千利休 本覺坊遺文（1989年、東宝） - 戦場の武将
- ZIPANG（1990年、東宝）
- ゴジラvsデストロイア（1995年、東宝） - 特殊部隊隊員
- 八つ墓村（1996年、東宝） - 尼子の落武者A
- 風のかたみ（1996年、喜八プロダクション）

### テレビドラマ
- ワイルド7（1973年、NTV）
  - 第18話「赤い星を狙え」 - 部下
  - 第20話「殺してやる!!」 - 部下（OP表記は森岡隆晃）
- 大江戸捜査網（12ch→TX）
  - 第205話「謎の女を張り込め!」（1975年）
  - 第216話「音次郎心中未遂」（1975年）
  - 第217話「邪魔者を殺せ!」（1975年）
  - 第221話「十手に賭ける遊女秘話」（1975年）
  - 第226話「怒りの虚無僧狩り」（1976年）
  - 第237話「闇夜に咲いた夫婦花」（1976年）
  - 第239話「怨みの米騒動」（1976年）
  - 第244話「花火よ夜空を貫け!」（1976年）
  - 第248話「緋牡丹に賭けた恋」（1976年）
  - 第257話「殺しを呼ぶ賽の目」（1976年）
  - 第261話「悲しき泥棒稼業」（1976年）
  - 第262話「隠密同心お吉銃弾に泣く」（1976年）
  - 第271話「銃声は少年の叫び」（1976年）
  - 第294話「流転 浮世絵の女」（1977年）
  - 第297話「危うし! 隠密同心」（1977年）
  - 第316話「恋なさけ捨身の木遣唄」（1977年）
  - 第335話「隠密変化! 謎の女」（1978年）
  - 第338話「追跡! 哀愁の子守唄」（1978年）
  - 第367話「遺産に群がる狐と狸」（1978年）
  - 第458話「十手に賭けた同心魂」（1980年）
  - 第459話「夫婦飛脚の子守唄」（1980年）
  - 第486話「大奥の怪 美女殺人事件」（1981年）
  - 第489話「おんな湯殺人事件」（1981年）
  - 第498話「姫君七変化道中」（1981年）（OP表記は森岡隆晃）
  - 第508話「駒下駄の鬼娘の涙」（1981年）
  - 第512話「稲妻お竜の旅立ち」（1981年）
  - 第519話「つつもたせの娘」（1981年）
  - 第528話「易者は殺しの暗号」（1982年）
  - 第533話「娘十手もち爆破魔を追う」（1982年）
  - 第537話「父よ母よ、暴走娘愚連隊」（1982年）
  - 第542話「待ったなし! 二万両の王手」（1982年）
  - 第544話「甘い誘惑 毒殺人名録」（1982年）
  - 第546話「おんな狩り 謎の人斬り狼」（1982年）
  - 第552話「お白洲無用! 孤独の暗殺者」（1982年）
  - 第553話「尼僧が誘う妖艶やわ肌蜘蛛」（1982年）
  - 第555話「女狩り 黒い十手の怨み節」（1982年）
  - 第558話「女が燃えた! 非情の用心棒」（1982年）
  - 第560話「乱れ大奥 いけにえの姫君」（1982年）
  - 第562話「おんな武士道 赤い暗殺網」（1982年）
  - 第563話「さらば友よ 傷だらけの挽歌」（1982年）
  - 第566話「兇弾! 白い肌の狙撃者」（1982年）
  - 第569話「乱れからくり偽美術品の罠」（1982年）
  - 第573話「妖艶! 熱い肌は殺しの匂い」（1982年）
  - 第579話「艶花一輪 闇を濡らす赤い殺意」（1983年）
  - 第581話「処刑直前! 獄中の隠密同心」（1983年）
  - 第583話「少女が襲う! 八歳の殺人者」（1983年）
  - 第584話「おんなの肌は密室の切り札」（1983年）
  - 第587話「八百屋お七 魔性の肌が燃える」（1983年）
  - 第607話「刺青連続殺人! 運命の父娘」（1983年）
  - 第612話「下手人は父ちゃんだ!」（1983年）
  - 第616話「嘘か誠か? 花嫁の赤い疑惑」（1983年）
  - 第628話「おんな風呂殺しの湯煙り」（1984年）
  - 第636話「運命の絆 父と娘の別れ唄」（1984年）
  - 新 大江戸捜査網 第8話「変幻殺し屋人別帳」（1984年） - 川合
  - 平成版 第1シリーズ 第11話「怪盗霞小僧! 獄門の罠を突破しろ」（1990年）
- 太陽にほえろ!（NTV / 東宝） ※：ノンクレジット
  - 第216話「テキサスは死なず」（1976年） - 拳銃密売組織の構成員
  - 第245話「刑事犬対ギャング犬」（1977年） - 井沢の部下
  - 第253話「生きがい」（1977年） - 戸川組組員※
  - 第279話「愛と怒り」（1977年） - 安田中古車販売社員※
  - 第297話「ゴリ、爆走!」（1978年） - 森岡刑事※
  - 第339話「暴発」（1979年） - 竜神会組員※
  - 第350話「高校時代」（1979年） -  チンピラ※
  - 第428話「ドック対ドッグ」（1980年） - 麻薬取締官※
  - 第447話「侵入者」（1981年） - 赤井の子分※
  - 第467話「スコッチ非情」（1981年） - 殺し屋※
  - 第479話「怒りのラガー」（1981年） - 戸川組組員
  - 第512話「婚約者の死」（1982年） - 発砲犯
  - 第577話「探偵ゲーム」（1983年） - 麻薬組織構成員
  - 第590話「怪盗107号」（1984年） - 竜神会組員※
  - 第593話「ジプシー再び」（1984年） - ワイルド通商社員
  - 第598話「戦士よ 眠れ・新たなる闘い」（1984年） - 元戸川組組員※
  - 第600話「七曲署事件No.600」（1984年） - 響組組員※
  - 第607話「狼を追え!」（1984年） - 明和企画構成員（高山の側近）※
  - 第608話「パリに消ゆ」（1984年） - 遠藤正吾
  - 第609話「モンブラン遥か」（1984年） - 遠藤正吾※
  - 第613話「ヘッドハンター」（1984年） - 新田興業構成員※
  - 第622話「ブルースの賞金稼ぎ」（1984年） - 響組組員※
  - 第626話「激走・大雪渓」（1984年） - 木田
  - 第627話「感謝状」（1984年） - ジョギング中のサラリーマン
  - 第630話「必死のマミー」（1984年） - 矢部の部下
  - 第638話「危険なふたり」（1985年） - 竜神会組員※
  - 第643話「走れブルース」（1985年） - ベッドハウス「オアシス」の宿泊客※
  - 第645話「ラガーの華麗なプレー」（1985年） - 若月健一※
  - 第650話「山村刑事左遷命令」（1985年） - 戸川組組員※
  - 第658話「ラガーよ、俺たちはおまえがなぜ死んだか知っている」（1985年） - 竜神会組員
  - 第661話「マミーが怒った」（1985年）
  - 第678話「山村刑事の報酬なき戦い」（1986年） - 東洋プロジェクト構成員※
  - 第679話「ホラ吹きの街」（1986年） - 「キャビン」従業員
  - 第681話「それでも貴方は女なの!」（1986年） - 巡査※
  - 第692話「捜査に手を出すな!」（1986年） - チンピラ
  - 第714話「赤ちゃん」（1986年） - 響組組員
  - 太陽にほえろ!PART2 第4話「俺は殺された」（1986年） - 逃がし屋組織構成員
- バトルホーク（1976年 - 1977年、12ch） - バトルホーク（スーツアクターを担当）[1]
- 俺たちの朝（NTV / 東宝）
  - 第28話「母と不良少女とすんません」（1977年5月1日） - カツアゲされる学生
  - 第47話「シドニーと燃える男とお先真ッ暗」（1977年11月06日） - 勇夫の喧嘩相手
- 大都会シリーズ（NTV）
  - 大都会 PARTII 第36話「挑戦」（1977年）
  - 大都会 PARTIII（1979年）
    - 第15話「報復」
    - 第20話「爆走・金塊トレーラー」
    - 第26話「殺人予告」
    - 第35話「野獣狩り」
- 西遊記（NTV）
  - 第11話「夜と昼の妖怪夫婦」（1978年12月10日）
  - 第12話「御三家妖怪 追放作戦」（1978年12月17日） - 兵士
  - 第13話「恋地獄 なめくじ妖怪」（1978年12月24日） - 村人
  - 第14話「地震妖怪! なまず魔王の謎」（1979年1月4日）
  - 第18話「バッタ女王・消えた幻の湖」（1979年2月4日）
  - 第22話「快楽の館 悟浄白骨の恋」（1979年3月4日）
  - 第24話「火焔山!! 芭蕉扇の愛」（1979年3月18日）
  - 第25話「妖怪帝国 突破大作戦」（1979年3月25日）
  - 第26話「あれが天竺 大雷音寺だ!」（1979年4月1日）
- 恐竜戦隊コセイドン（1979年、12ch / 円谷プロ）
  - 第29話「コセイドン緊急出動 果しなき戦い」 - ギギ（声）
  - 第30話「タイムトンネル出現 謎の密航者」 - サイボーグS1号（声も担当）
  - 第32話「UFO来襲 怒りのサイボーグ」 - モスギス星人・司令官（声も担当）
  - 第35話「異生物ダキロン 亜空間の青い悪魔」 - 隊員
  - 第36話「恐竜大脱走・寄生植物の恐怖」 - 所員
  - 第37話「時空間シンジケート 黒いココナツ」 - サイボーグB1（声も担当）
  - 第38話「戦慄 フランケンシュタインの復活」 - 人造恐獣フランケン（スーツアクターを担当）
  - 第39話「タイムGメン 時を超えた戦い」 - サイボーグS1号（声も担当）
  - 第42話「翔べ 人間大砲コセイダー」 - サイボーグガードマン（声）
  - 第44話「人間大砲コセイダー 危機一髪」 - ホロスト星人・司令官（声）、村人
    - 他、ゴドメス兵、恐竜のスーツアクターを担当している（全てノンクレジット）。
- 西部警察シリーズ（ANB / 石原プロ）
  - 西部警察
    - 第54話「兼子刑事暁に死す」（1980年） - 矢部
    - 第85話「男の償い」（1981年） - 城田三郎（ヘロイン密売一味）
    - 第94話「地下水道」（1981年） - 辻（銀星グループの末端売人）
    - 第105話「謎のルート・マカオ」（1981年） - 小野沢タカシ（ルポライター）

  - 西部警察 PART-II
    - 第6話「あいつは預言者」（1982年） - 飯塚興業構成員
    - 第15話「ニューフェイス!! 西部機動軍団」（1982年） - ヤン一味の一人
    - 第20話「明日への挑戦」（1982年） - 鳩村を拉致する男

  - 西部警察 PART-III 第64話「14年目の賭け」（1984年） - 藤田亮
- 江戸の朝焼け (CX / 東宝)
  - 第20話「文七誘拐」（1981年）
  - 第26話「雪が降る雛の宵」（1981年）
- 俺はおまわり君 第16話「それぞれの胸に秘めたる……」（1981年、NTV）
- 文吾捕物帳（ANB）
  - 第3話「過去からの使者」（1981年11月3日）
  - 第5話「悲しき魔剣」（1981年11月17日）（OP表記は森田隆見）
  - 第6話「もうひとつの顔」（1981年11月24日）
  - 第13話「白日夢の赤い花」（1982年1月12日）
- 時代劇スペシャル
  - 仕掛人・藤枝梅安 梅安流れ星（1982年、CX / 東宝） - かごや・一
  - 松本清張の西海道談綺（1983年9月30日、TNC / CX / 国際放映）
- ザ・ハングマンシリーズ（ABC / 松竹）
  - ザ・ハングマンII 第9話「仮病の悪 大手術いびり出し作戦」（1982年） - 松宮組組員※ノンクレジット
  - ザ・ハングマン4
    - 第4話「署長が押収拳銃を売りとばす!」（1984年） - 銀竜会組員※ノンクレジット
    - 第9話「美人コンパニオンが消されていく!」（1984年） - 大郷政経会構成員
    - 第11話「銃撃戦が生中継される!」（1984年） - 銀竜会組員
    - 第15話「恋人の体が新札偽造のいけにえにされる!」（1985年）

  - ザ・ハングマン6（1987年）
    - 第1話「ラジコンヘリで爆撃処刑せよ!」
    - 第12話「どっちに賭ける? 射殺ゲーム!」 - 水原金融構成員
    - 第14話「マルサも驚く脱税金強盗団!」
- 特捜最前線 第366話「44、000人の標的!」（1984年、ANB）
- 暴れ九庵 第21話「男の睨み」（1985年、KTV / 東宝） - 常吉
- 禁じられたマリコ（TBS） - 前田耕一郎の手下
  - 第7話「あの胸に抱かれたい」（1985年）
  - 第8話「クリスマスが見えない!」（1985年）
  - 第10話「死の実験室」（1986年）
  - 第11話「超能力者2対1」（1986年）
- もっとあぶない刑事 第22話「暴露」（1989年、NTV） - シャブ中の男
- 世にも奇妙な物語 第28話「生き蟹」（1990年、CX） - 強盗
- 御家人斬九郎（CX / 映像京都）
  - 第3シリーズ 第3話「姉上」（1997年11月5日）
  - 第4シリーズ 第8話「ねらわれた女」（1999年3月3日）
- 盤嶽の一生 第2話「絵図面の謎」（2002年3月12日、CX）
- 柳生十兵衛七番勝負 第4話「哀切の剣」（2005年、NHK）

## 殺陣師作品

### 映画
- 未来の想い出 Last Christmas（1992年、東宝） - 殺陣師
- ゴジラvsモスラ（1992年、東宝） - 擬斗
- 武闘派仁義 全面抗争篇（1993年、イメージファクトリー・アイエム） - スタントコーディネーター
- 陽炎II KAGERO（1996年、松竹） - 殺陣
- JOKER 厄病神（1998年、ギャガ・コミュニケーション） - 擬斗
- 修羅がゆく11 名古屋頂上戦争（2000年、東映ビデオ） - 殺陣

### テレビドラマ
- 参上! 天空剣士（1990年4月1日 - 9月30日、TX） - 殺陣
- 運命峠（1993年1月6日、CX） - 殺陣
- 喪失の儀礼（1994年1月18日、NTV） - 技斗
- 特命!刑事どん亀（2006年4月10日 - 7月17日、TBS） - 技闘
- 藤沢周平時代劇 よろずや平四郎活人剣（2007年4月20日 - 6月15日、TX） - 殺陣
- 白虎隊〜敗れざる者たち（2013年1月2日、TX） - 殺陣

### 舞台
- いのちぼうにふろう物語（2004年、無名塾） - 擬闘
- ドン・キホーテ（2007年、無名塾） - 擬闘